# Les Plus Beaux Villages du Japon
Les Plus Beaux Villages du Japon (日本で最も美しい村, Nihon de mottomo utsukushii mura) est une association à but non lucratif japonaise créée en 2005 sur le modèle de l'association française Les Plus Beaux Villages de France et réunissant les plus beaux villages du Japon.
Son action vise à protéger le patrimoine rural de ses membres et à promouvoir le développement durable des communes qui lui sont affiliées.
Au 2 octobre 2015, elle rassemblait 64 bourgs et villages du Japon.
L'adhésion obéit à un certain nombre de critères sélectifs définis dans les statuts de l'association et propose un programme de mise en valeur et de communication touristique.
En dépit de ce titre qui peut laisser entendre qu'il s'agit d'un classement systématique, l'affiliation n'a rien d'obligatoire et beaucoup de villages qui pourraient prétendre répondre aux critères d'admission ne sont pas candidats.

## Historique
L'association Les Plus Beaux Villages du Japon est née à Biei (Hokkaidō), le 4 octobre 2005, au cours d'une assemblée publique réunissant les représentants de sept municipalités de différentes préfectures du Japon, à l'initiative du maire de Biei. À l'époque, il s'agissait de préserver les cultures locales en proposant une alternative au mouvement de fusion des bourgs et villages entamé dans tout le Japon depuis le début des années 1990.
Son statut d'association à but non lucratif est établi en février 2006 et officiellement déposé le 13 mars 2006 au greffe civil de Tokyo.
En octobre 2010, l'association compte 33 membres avec l'adhésion de quinze nouvelles communes.
En septembre 2010, l'association rejoint l'association internationale des Plus Beaux Villages de la terre, association créée en 2003 et officiellement établie comme fédération en 2012.
Le 31 mars 2014, le village de Shirakawa (préfecture de Gifu), adhérent depuis 2005, annonce son retrait de l'association, invoquant des raisons financières. C'est la première fois qu'un membre quitte l'association.
Au 2 octobre 2015, l'association rassemblait 60 membres provenant de 7 régions différentes du Japon.
Depuis le 7 juillet 2012, Les Plus Beaux Villages du Japon font partie de l'association internationale Les Plus Beaux Villages de la Terre.

## Activités
Les principales activités de l'association sont :
- la mise en place de plateformes communes d'études et de recherches pour le développement des villages membres et la coopération entre membres de l'association ;
- l'organisation de manifestations culturelles et de foires gastronomiques pour mettre en valeur l'artisanat local et favoriser le tourisme[7] ;
- la promotion des cultures rurales et des traditions ancestrales auprès du public, des médias, des décideurs économiques et politiques ;
- l'entretien de liens avec les associations homologues à l'étranger ;
- la gestion des droits d'utilisation de la marque The most beautiful villages in Japan et de ses produits dérivés comme le logo de l'association.

Un concours photo est organisé chaque année depuis 2009.

## Critères d'admission
Les critères d'admission à l'association ont été établis sur la base de ceux définis par l'association homologue française. Ils ont été adaptés pour tenir compte des spécificités des bourgs et villages japonais.
Les principaux prérequis au dépôt d'un dossier de candidature sont les suivants :
- une population maximale de 10 000 habitants ;
- la mise en avant d'au moins deux ressources patrimoniales (paysage, bien culturel, savoir-faire artisanal, etc.) ;
- une politique active de préservation des ressources pratimoniales identifiées.

Le paiement d'une cotisation est requis des villages associés.
Tous les cinq ans, les nouvelles candidatures sont examinées et les dossiers des membres sont réévalués ; ceux qui ne remplissent plus les critères ou cessent de participer aux travaux de l'association sont déclassés.

## Liste des membres
Au 1er août 2015, les localités adhérant à l'association sont au nombre de 54, réparties dans 9 régions et 25 préfectures de l'archipel japonais.